# Torneo Federal Femenino de Básquetbol 2019
El Torneo Federal Femenino de Básquetbol de 2019 fue la sexta edición del torneo nacional de clubes de básquet femenino de Argentina organizado por la CABB. Contó con, en la primera ronda, 23 equipos de distintas federaciones a nivel nacional. Se juega durante la segunda mitad del año ya que durante la primera mitad se disputó la Liga Femenina de Básquetbol, organizada por la AdC. El partido inaugural fue Calle Angosta de Villa Mercedes contra Banco Rioja de La Rioja.
Además, durante esta edición también se disputó, a la par, un torneo paralelo de básquet 3x3.
El campeón del torneo fue el Club Atlético Lanús, que venció en el cuadrangular final disputado en Paraná y se consagró por segundo año consecutivo.

## Equipos participantes
| Club                             | Procedencia                                    |
| -------------------------------- | ---------------------------------------------- |
| Asociación Deportiva Centenario  | Neuquén, Neuquén                               |
| Atalaya Club                     | Rosario, Santa Fe                              |
| Atlético Lanús                   | Lanús, Buenos Aires                            |
| Banco Rioja                      | La Rioja, La Rioja                             |
| Club Atlético Ben Hur            | Rosario, Santa Fe                              |
| Club Social y Deportivo El Biguá | Neuquén, Neuquén                               |
| Club Sportivo Bolívar            | Villa Carlos Paz, Córdoba                      |
| Calle Angosta                    | Villa Mercedes, San Luis                       |
| Ciclista Juninense               | Junín, Buenos Aires                            |
| Deportivo Roca                   | General Roca, Río Negro                        |
| Ferro Carril Sud                 | Olavarría, Buenos Aires                        |
| Gimnasia y Esgrima               | Comodoro Rivadavia, Chubut                     |
| Gregorio Álvarez                 | Neuquén, Neuquén                               |
| Club Hércules                    | Charata, Chaco                                 |
| Libertad                         | Sunchales, Santa Fe                            |
| Club Lomas Basket                | Tafí Viejo, Tucumán                            |
| Los Indios                       | Moreno, Buenos Aires                           |
| Club Atlético Pacífico           | Neuquén, Neuquén                               |
| Peñarol                          | Mar del Plata, Provincia de Buenos Aires       |
| Red Star BBC                     | San Fernando del Valle de Catamarca, Catamarca |
| Sol Dorado                       | Posadas, Misiones                              |
| Talleres                         | Paraná, Entre Ríos                             |
| Tucumán BB                       | San Miguel de Tucumán, Tucumán                 |

## Modo de disputa
El torneo está dividido en cuatro etapas. En primera ronda los veintitrés (23) equipos se dividen en siete (7) zonas de tres o cuatro equipos cada una. En cada zona se disputan partidos todos contra todos y avanzan dieciséis (16) equipos a la siguiente fase. En la segunda ronda los dieciséis equipos se dividen en cuatro (4) grupos de cuatro (4) equipos cada uno, en sedes que se licitan. Los dos mejores de cada grupo avanzan a los cuadrangulares de semifinales, nuevamente con la misma dinámica, se enfrentan todos los equipos en una única sede y los dos mejores equipos de cada cuadrangular de semifinal avanzan al final four, donde se define al campeón.

## Primera ronda

### Zona A
| Equipo                   | Pts | PJ | PG | PP |
| ------------------------ | --- | -- | -- | -- |
| Red Star BBC (Catamarca) | 4   | 2  | 2  | 0  |
| Tucumán BB               | 3   | 2  | 1  | 1  |
| Lomas Basket (Tucumán)   | 2   | 2  | 0  | 2  |

|  | Avanza de fase. |

| 4 de octubre, 21:30 | Red Star BBC                       | 112–19  | Lomas Basket (T) | San Fernando del Valle de Catamarca               |  |
|                     | Parciales: 24-3, 29-0, 30-6, 29-10 |         |                  |                                                   |  |
|                     |                                    | Reporte |                  | Pabellón: Estadio Ricardo Bollea, de Red Star BBC |  |

| 4 de octubre, 19:00 | Lomas Basket (T)                    | 34–77   | Tucumán BB | San Fernando del Valle de Catamarca               |  |
|                     | Parciales: 11-18, 5-21, 10-14, 8-24 |         |            |                                                   |  |
|                     |                                     | Reporte |            | Pabellón: Estadio Ricardo Bollea, de Red Star BBC |  |

| 6 de octubre, 11:00 | Tucumán BB                            | 54–82   | Red Star BBC | San Fernando del Valle de Catamarca               |  |
|                     | Parciales: 13-25, 13-13, 15-22, 13-22 |         |              |                                                   |  |
|                     |                                       | Reporte |              | Pabellón: Estadio Ricardo Bollea, de Red Star BBC |  |

### Zona B
| Equipo               | Pts | PJ | PG | PP |
| -------------------- | --- | -- | -- | -- |
| Talleres (Paraná)    | 4   | 2  | 2  | 0  |
| Hércules (Charata)   | 3   | 2  | 1  | 1  |
| Sol Dorado (Posadas) | 2   | 2  | 0  | 2  |

|  | Avanza de fase. |

| 4 de octubre, 21:00 | Hércules (C)                          | 80–59   | Sol Dorardo | Charata                       |  |
|                     | Parciales: 26-14, 13-20, 13-13, 28-12 |         |             |                               |  |
|                     |                                       | Reporte |             | Pabellón: Estadio de Hércules |  |

| 5 de octubre, 21:00 | Sol Dorado                            | 59–95   | Talleres (P) | Charata                       |  |
|                     | Parciales: 18-28, 10-23, 13-20, 18-24 |         |              |                               |  |
|                     |                                       | Reporte |              | Pabellón: Estadio de Hércules |  |

| 6 de octubre, 21:00 | Hércules (C)                                     | 70–73   | Talleres (P) | Charata                       |  |
|                     | Parciales: 22-23, 16-8, 9-15, 14-15 (T.E.: 9-12) |         |              |                               |  |
|                     |                                                  | Reporte |              | Pabellón: Estadio de Hércules |  |

### Zona C
| Equipo             | Pts | PJ | PG | PP |
| ------------------ | --- | -- | -- | -- |
| Ben Hur (Rosario)  | 4   | 2  | 2  | 0  |
| Libertad           | 3   | 2  | 1  | 1  |
| Ciclista Juninense | 2   | 2  | 0  | 2  |

|  | Avanza de fase. |

| 4 de octubre, 17:30 | Libertad                             | 52–59   | Ben Hur (Rosario) | Sunchales                        |  |
|                     | Parciales: 7-13, 22-11, 13-18, 10-17 |         |                   |                                  |  |
|                     |                                      | Reporte |                   | Pabellón: El Hogar de los Tigres |  |

| 5 de octubre, 15:00 | Ben Hur (Rosario)                  | 49–41   | Ciclista Juninense | Sunchales                        |  |
|                     | Parciales: 12-18, 13-12, 9-8, 15-3 |         |                    |                                  |  |
|                     |                                    | Reporte |                    | Pabellón: El Hogar de los Tigres |  |

| 6 de octubre, 10:30 | Libertad                             | 64–51   | Ciclista Juninense | Sunchales                        |  |
|                     | Parciales: 14-6, 17-18, 16-15, 17-12 |         |                    |                                  |  |
|                     |                                      | Reporte |                    | Pabellón: El Hogar de los Tigres |  |

### Zona D
| Equipo              | Pts | PJ | PG | PP |
| ------------------- | --- | -- | -- | -- |
| Los Indios (Moreno) | 4   | 2  | 2  | 0  |
| Atlético Lanús      | 3   | 2  | 1  | 1  |
| Atalaya (Rosario)   | 2   | 2  | 0  | 2  |

|  | Avanza de fase. |

| 4 de octubre, 19:00 | Atlético Lanús                     | 55–62   | Los Indios de Moreno | Rosario                                       |  |
|                     | Parciales: 13-17, 7-9, 18-8, 17-28 |         |                      |                                               |  |
|                     |                                    | Reporte |                      | Pabellón: Estadio Luis A. Ornatti, de Atalaya |  |

| 5 de octubre, 19:00 | Atalaya                             | 60–70   | Los Indios de Moreno | Rosario                                       |  |
|                     | Parciales: 15-20, 12-17, 24-9, 9-24 |         |                      |                                               |  |
|                     |                                     | Reporte |                      | Pabellón: Estadio Luis A. Ornatti, de Atalaya |  |

| 6 de octubre, 11:00 | Atalaya                               | 66–87   | Atlético Lanús | Rosario                                       |  |
|                     | Parciales: 20-22, 14-20, 16-23, 16-22 |         |                |                                               |  |
|                     |                                       | Reporte |                | Pabellón: Estadio Luis A. Ornatti, de Atalaya |  |

### Zona E
| Equipo                              | Pts | PJ | PG | PP |
| ----------------------------------- | --- | -- | -- | -- |
| Sportivo Bolívar (Villa Carlos Paz) | 4   | 2  | 2  | 0  |
| Banco Rioja (La Rioja)              | 3   | 2  | 1  | 1  |
| Calle Angosta (Villa Mercedes)      | 2   | 2  | 0  | 2  |

|  | Avanza de fase. |

| 3 de octubre, 20:00 | Calle Angosta (VM)                  | 44–66   | Banco Rioja | La Punta                                  |  |
|                     | Parciales: 8-17, 10-16, 9-15, 17-18 |         |             |                                           |  |
|                     |                                     | Reporte |             | Pabellón: Estadio Universidad de La Punta |  |

| 4 de octubre, 19:00 | Banco La Rioja                       | 50–74   | Sportivo Bolívar (VCP) | La Punta                                  |  |
|                     | Parciales: 9-20, 16-20, 14-20, 11-14 |         |                        |                                           |  |
|                     |                                      | Reporte |                        | Pabellón: Estadio Universidad de La Punta |  |

| 5 de octubre, 14:00 | Sportivo Bolívar (VCP) | 75–26   | Calle Angosta (VM) | La Punta                                  |  |
|                     |                        |         |                    |                                           |  |
|                     |                        | Reporte |                    | Pabellón: Estadio Universidad de La Punta |  |

### Zona F
| Equipo                       | Pts | PJ | PG | PP |
| ---------------------------- | --- | -- | -- | -- |
| Ferro Carril Sud (Olavarría) | 6   | 3  | 3  | 0  |
| El Biguá (Neuquén)           | 5   | 3  | 2  | 1  |
| Peñarol                      | 4   | 3  | 1  | 2  |
| Pacífico (Neuquén)           | 3   | 3  | 0  | 3  |

|  | Avanza de fase. |

| 4 de octubre, 18:00 | El Biguá (N)                          | 72–57   | Peñarol | Neuquén                                      |  |
|                     | Parciales: 15-12, 24-13, 18-14, 15-18 |         |         |                                              |  |
|                     |                                       | Reporte |         | Pabellón: Estadio Viejo Ramírez, de Pacífico |  |

| 4 de octubre, 20:00 | Pacífico                            | 40–86   | Ferro Carril Sud (O) | Neuquén                                      |  |
|                     | Parciales: 9-28, 12-10, 10-27, 9-21 |         |                      |                                              |  |
|                     |                                     | Reporte |                      | Pabellón: Estadio Viejo Ramírez, de Pacífico |  |

| 5 de octubre, 19:00 | Peñarol                            | 77–40   | Pacífico | Neuquén                             |  |
|                     | Parciales: 22-9, 20-4, 17-9, 18-18 |         |          |                                     |  |
|                     |                                    | Reporte |          | Pabellón: Estadio del Club El Biguá |  |

| 5 de octubre, 21:00 | El Biguá                              | 57–73   | Ferro Carril Sud (O) | Neuquén                                      |  |
|                     | Parciales: 14-13, 14-23, 18-16, 11-21 |         |                      |                                              |  |
|                     |                                       | Reporte |                      | Pabellón: Estadio Viejo Ramírez, de Pacífico |  |

| 6 de octubre, 15:00 | Ferro Carril Sud (O)                  | 61–49   | Peñarol | Neuquén                             |  |
|                     | Parciales: 12-12, 18-10, 14-14, 17-13 |         |         |                                     |  |
|                     |                                       | Reporte |         | Pabellón: Estadio del Club El Biguá |  |

| 6 de octubre, 17:00 | El Biguá                             | 76–40   | Pacífico | Neuquén                             |  |
|                     | Parciales: 17-9, 19-13, 16-10, 24-11 |         |          |                                     |  |
|                     |                                      | Reporte |          | Pabellón: Estadio del Club El Biguá |  |

### Zona G
| Equipo                        | Pts | PJ | PG | PP |
| ----------------------------- | --- | -- | -- | -- |
| Gregorio Álvarez (Neuquén)    | 6   | 3  | 3  | 0  |
| Deportivo Roca                | 5   | 3  | 2  | 1  |
| Centenario (Neuquén)          | 4   | 3  | 1  | 2  |
| Gimnasia (Comodoro Rivadavia) | 3   | 3  | 0  | 3  |

|  | Avanza de fase. |

| 4 de octubre, 21:30 | Centenario                            | 58–69   | Gregorio Álvarez | Neuquén                         |  |
|                     | Parciales: 12-22, 12-12, 14-18, 20-17 |         |                  |                                 |  |
|                     |                                       | Reporte |                  | Pabellón: Estadio de Centenario |  |

| 4 de octubre, 22:00 | Deportivo Roca                        | 67–64   | Gimnasia (CR) | General Roca                                       |  |
|                     | Parciales: 16-13, 18-15, 14-20, 19-16 |         |               |                                                    |  |
|                     |                                       | Reporte |               | Pabellón: Polideportivo Gimena Padin, de Dep. Roca |  |

| 5 de octubre, 19:30 | Gregorio Álvarez                      | 63–58   | Gimnasia (CR) | General Roca                                       |  |
|                     | Parciales: 16-12, 12-23, 23-10, 12-13 |         |               |                                                    |  |
|                     |                                       | Reporte |               | Pabellón: Polideportivo Gimena Padin, de Dep. Roca |  |

| 5 de octubre, 22:00 | Deportivo Roca                       | 60–54   | Centenario | General Roca                                       |  |
|                     | Parciales: 14-12, 7-11, 22-10, 17-21 |         |            |                                                    |  |
|                     |                                      | Reporte |            | Pabellón: Polideportivo Gimena Padin, de Dep. Roca |  |

| 6 de octubre, 16:00 | Centenario                           | 54–48   | Gimnasia (CR) | General Roca                                       |  |
|                     | Parciales: 14-11, 14-4, 10-12, 16-21 |         |               |                                                    |  |
|                     |                                      | Reporte |               | Pabellón: Polideportivo Gimena Padin, de Dep. Roca |  |

| 6 de octubre, 19:00 | Deportivo Roca                                | 54–56   | Gregorio Álvarez | General Roca                                       |  |
|                     | Parciales: 25-8, 9-13, 12-8, 3-20 (T.E.: 5-7) |         |                  |                                                    |  |
|                     |                                               | Reporte |                  | Pabellón: Polideportivo Gimena Padin, de Dep. Roca |  |

## Segunda ronda

### Zona A
| Equipo                 | Pts | PJ | PG | PP |
| ---------------------- | --- | -- | -- | -- |
| Red Star BBC           | 6   | 3  | 3  | 0  |
| Hércules (Charata)     | 5   | 3  | 2  | 1  |
| Banco Rioja (La Rioja) | 4   | 3  | 1  | 2  |
| Tucumán BB             | 3   | 3  | 0  | 3  |

|  | Avanza de fase. |

| 24 de octubre, 19:00 | Banco Rioja                          | 55–57   | Hércules (Charata) | San Fernando del Valle de Catamarca               |  |
|                      | Parciales: 11-11, 19-10, 8-16, 17-20 |         |                    |                                                   |  |
|                      |                                      | Reporte |                    | Pabellón: Estadio Ricardo Bollea, de Red Star BBC |  |

| 24 de octubre, 21:00 | Red Star BBC                        | 98–42   | Tucumán BB | San Fernando del Valle de Catamarca               |  |
|                      | Parciales: 17-15, 31-6, 18-6, 32-15 |         |            |                                                   |  |
|                      |                                     | Reporte |            | Pabellón: Estadio Ricardo Bollea, de Red Star BBC |  |

| 25 de octubre, 19:00 | Hércules (Charata)                   | 66–47   | Tucumán BB | San Fernando del Valle de Catamarca               |  |
|                      | Parciales: 20-14, 13-12, 19-12, 14-9 |         |            |                                                   |  |
|                      |                                      | Reporte |            | Pabellón: Estadio Ricardo Bollea, de Red Star BBC |  |

| 25 de octubre, 21:00 | Red Star BBC                       | 82–31   | Banco Rioja | San Fernando del Valle de Catamarca               |  |
|                      | Parciales: 21-7, 15-8, 20-14, 26-2 |         |             |                                                   |  |
|                      |                                    | Reporte |             | Pabellón: Estadio Ricardo Bollea, de Red Star BBC |  |

| 26 de octubre, 9:00 | Tucumán BB                           | 67–74   | Banco Rioja | San Fernando del Valle de Catamarca               |  |
|                     | Parciales: 15-14, 8-17, 19-21, 25-22 |         |             |                                                   |  |
|                     |                                      | Reporte |             | Pabellón: Estadio Ricardo Bollea, de Red Star BBC |  |

| 26 de octubre, 13:00 | Red Star BBC                          | 84–75   | Hércules (Charata) | San Fernando del Valle de Catamarca               |  |
|                      | Parciales: 20-24, 28-18, 19-18, 17-15 |         |                    |                                                   |  |
|                      |                                       | Reporte |                    | Pabellón: Estadio Ricardo Bollea, de Red Star BBC |  |

### Zona B
| Equipo                              | Pts | PJ | PG | PP |
| ----------------------------------- | --- | -- | -- | -- |
| Talleres (Paraná)                   | 6   | 3  | 3  | 0  |
| Ben Hur (Rosario)                   | 5   | 3  | 2  | 1  |
| Libertad                            | 4   | 3  | 1  | 2  |
| Sportivo Bolívar (Villa Carlos Paz) | 3   | 3  | 0  | 3  |

|  | Avanza de fase. |

| 24 de octubre, 19:00 | Ben Hur (Rosario)                    | 64–46   | Libertad | Paraná                        |  |
|                      | Parciales: 14-13, 13-14, 21-12, 16-7 |         |          |                               |  |
|                      |                                      | Reporte |          | Pabellón: Estadio de Talleres |  |

| 24 de octubre, 21:00 | Talleres (P)                          | 64–62   | Sportivo Bolívar (VCP) | Paraná                        |  |
|                      | Parciales: 13-14, 12-20, 21-17, 18-11 |         |                        |                               |  |
|                      |                                       | Reporte |                        | Pabellón: Estadio de Talleres |  |

| 25 de octubre, 19:00 | Sportivo Bolívar (VCP)                | 64–69   | Ben Hur (Rosario) | Paraná                        |  |
|                      | Parciales: 17-24, 10-12, 17-14, 20-19 |         |                   |                               |  |
|                      |                                       | Reporte |                   | Pabellón: Estadio de Talleres |  |

| 25 de octubre, 21:00 | Liberad                            | 38–69   | Talleres (P) | Paraná                        |  |
|                      | Parciales: 9-22, 7-24, 11-14, 11-9 |         |              |                               |  |
|                      |                                    | Reporte |              | Pabellón: Estadio de Talleres |  |

| 26 de octubre, 18:00 | Libertad                           | 53–52   | Sportivo Bolívar (VCP) | Paraná                        |  |
|                      | Parciales: 21-20, 9-16, 14-6, 9-10 |         |                        |                               |  |
|                      |                                    | Reporte |                        | Pabellón: Estadio de Talleres |  |

| 26 de octubre, 20:00 | Talleres (P)                        | 66–38   | Ben Hur (Rosario) | Paraná                        |  |
|                      | Parciales: 20-16, 10-7, 20-3, 16-12 |         |                   |                               |  |
|                      |                                     | Reporte |                   | Pabellón: Estadio de Talleres |  |

### Zona C
| Equipo                       | Pts | PJ | PG | PP |
| ---------------------------- | --- | -- | -- | -- |
| Atlético Lanús               | 6   | 3  | 3  | 0  |
| Ferro Carril Sud (Olavarría) | 5   | 3  | 2  | 1  |
| Deportivo Roca               | 4   | 3  | 1  | 2  |
| Centenario (Neuquén)         | 3   | 3  | 0  | 3  |

|  | Avanza de fase. |

| 24 de octubre, 18:00 | Atlético Lanús                     | 88–29   | Deportivo Roca | Olavarría                             |  |
|                      | Parciales: 22-4, 24-8, 23-10, 19-7 |         |                |                                       |  |
|                      |                                    | Reporte |                | Pabellón: Estadio de Ferro Carril Sud |  |

| 24 de octubre, 20:15 | Ferro Carril Sud (O)                 | 107–40  | Centenario (N) | Olavarría                             |  |
|                      | Parciales: 32-11, 21-13, 29-6, 25-10 |         |                |                                       |  |
|                      |                                      | Reporte |                | Pabellón: Estadio de Ferro Carril Sud |  |

| 25 de octubre, 18:30 | Atlético Lanús                     | 122–35  | Centenario | Olavarría                             |  |
|                      | Parciales: 31-7, 38-8, 34-7, 19-13 |         |            |                                       |  |
|                      |                                    | Reporte |            | Pabellón: Estadio de Ferro Carril Sud |  |

| 25 de octubre, 20:30 | Ferro Carril Sud (O)                 | 86–45   | Deportivo Roca | Olavarría                             |  |
|                      | Parciales: 26-9, 26-10, 21-16, 13-10 |         |                |                                       |  |
|                      |                                      | Reporte |                | Pabellón: Estadio de Ferro Carril Sud |  |

| 26 de octubre, 17:00 | Deportivo Roca                      | 70–52   | Centenario | Olavarría                             |  |
|                      | Parciales: 16-19, 18-6, 22-5, 14-22 |         |            |                                       |  |
|                      |                                     | Reporte |            | Pabellón: Estadio de Ferro Carril Sud |  |

| 26 de octubre, 19:00 | Ferro Carril Sud (O)                  | 56–85   | Atlético Lanús | Olavarría                             |  |
|                      | Parciales: 13-19, 14-27, 17-15, 12-24 |         |                |                                       |  |
|                      |                                       | Reporte |                | Pabellón: Estadio de Ferro Carril Sud |  |

### Zona D
| Equipo               | Pts | PJ | PG | PP |
| -------------------- | --- | -- | -- | -- |
| Los Indios de Moreno | 6   | 3  | 3  | 0  |
| Peñarol              | 5   | 3  | 2  | 1  |
| El Biguá (Neuquén)   | 4   | 3  | 1  | 2  |
| Gregorio Álvarez     | 3   | 3  | 0  | 3  |

|  | Avanza de fase. |

| 24 de octubre, 19:30 | Los Indios de Moreno               | 95–32   | Gregorio Álvarez | Mar del Plata                                     |  |
|                      | Parciales: 26-9, 16-7, 28-4, 25-12 |         |                  |                                                   |  |
|                      |                                    | Reporte |                  | Pabellón: Microestadio Domingo Robles, de Peñarol |  |

| 24 de octubre, 21:00 | Peñarol                               | 57–51   | El Biguá (N) | Mar del Plata                                     |  |
|                      | Parciales: 17-10, 14-16, 14-15, 12-10 |         |              |                                                   |  |
|                      |                                       | Reporte |              | Pabellón: Microestadio Domingo Robles, de Peñarol |  |

| 25 de octubre, 18:30 | Gregorio Álvarez                     | 48–77   | Los Indios de Moreno | Mar del Plata                                     |  |
|                      | Parciales: 8-19, 17-20, 13-20, 10-18 |         |                      |                                                   |  |
|                      |                                      | Reporte |                      | Pabellón: Microestadio Domingo Robles, de Peñarol |  |

| 25 de octubre, 20:30 | Peñarol                            | 66–41   | Gregorio Álvarez | Mar del Plata                                     |  |
|                      | Parciales: 27-4, 19-6, 9-11, 11-20 |         |                  |                                                   |  |
|                      |                                    | Reporte |                  | Pabellón: Microestadio Domingo Robles, de Peñarol |  |

| 26 de octubre, 10:00 | Gregorio Álvarez                     | 55–70   | El Biguá (N) | Mar del Plata                                     |  |
|                      | Parciales: 6-24, 16-17, 19-16, 14-13 |         |              |                                                   |  |
|                      |                                      | Reporte |              | Pabellón: Microestadio Domingo Robles, de Peñarol |  |

| 26 de octubre, 12:00 | Peñarol                             | 46–58   | Los Indios de Moreno | Mar del Plata                                     |  |
|                      | Parciales: 18-12, 9-14, 8-20, 11-12 |         |                      |                                                   |  |
|                      |                                     | Reporte |                      | Pabellón: Microestadio Domingo Robles, de Peñarol |  |

## Semifinales

### Semifinal A
| Equipo             | Pts | PJ | PG | PP |
| ------------------ | --- | -- | -- | -- |
| Talleres (Paraná)  | 6   | 3  | 3  | 0  |
| Ben Hur (Rosario)  | 5   | 3  | 2  | 1  |
| Red Star BBC       | 4   | 3  | 1  | 2  |
| Hércules (Charata) | 3   | 3  | 0  | 3  |

|  | Avanza de fase. |

| 8 de noviembre, 20:00 | Talleres (P)                         | 70–47   | Red Star BBC | Charata                       |  |
|                       | Parciales: 24-8, 10-13, 23-16, 13-10 |         |              |                               |  |
|                       |                                      | Reporte |              | Pabellón: Estadio de Hércules |  |

| 8 de noviembre, 21:45 | Hércules (Charata)                    | 70–75   | Ben Hur (Rosario) | Charata                       |  |
|                       | Parciales: 11-11, 22-16, 18-20, 19-28 |         |                   |                               |  |
|                       |                                       | Reporte |                   | Pabellón: Estadio de Hércules |  |

| 9 de noviembre, 19:30 | Red Star BBC                         | 60–70   | Ben Hur (Rosario) | Charata                       |  |
|                       | Parciales: 12-12, 28-15, 14-26, 6-17 |         |                   |                               |  |
|                       |                                      | Reporte |                   | Pabellón: Estadio de Hércules |  |

| 9 de noviembre, 21:30 | Hércules (Charata)                    | 53–66   | Talleres (P) | Charata                       |  |
|                       | Parciales: 10-11, 11-24, 15-20, 17-11 |         |              |                               |  |
|                       |                                       | Reporte |              | Pabellón: Estadio de Hércules |  |

| 10 de noviembre, 10:00 | Talleres (P)                         | 64–47   | Ben Hur (Rosario) | Charata                       |  |
|                        | Parciales: 11-12, 20-14, 17-12, 16-9 |         |                   |                               |  |
|                        |                                      | Reporte |                   | Pabellón: Estadio de Hércules |  |

| 10 de noviembre, 11:30 | Hércules (Charata)                    | 55–61   | Red Star BBC | Charata                       |  |
|                        | Parciales: 10-14, 16-14, 15-13, 14-20 |         |              |                               |  |
|                        |                                       | Reporte |              | Pabellón: Estadio de Hércules |  |

### Semifinal B
| Equipo                       | Pts | PJ | PG | PP |
| ---------------------------- | --- | -- | -- | -- |
| Atlético Lanús               | 6   | 3  | 3  | 0  |
| Ferro Carril Sud (Olavarría) | 5   | 3  | 2  | 1  |
| Los Indios de Moreno         | 4   | 3  | 1  | 2  |
| Peñarol                      | 3   | 3  | 0  | 3  |

|  | Avanza de fase. |

| 8 de noviembre, 20:00 | Los Indios de Moreno                  | 62–64   | Atlético Lanús | Mar del Plata                                     |  |
|                       | Parciales: 16-12, 13-18, 13-20, 20-14 |         |                |                                                   |  |
|                       |                                       | Reporte |                | Pabellón: Microestadio Domingo Robles, de Peñarol |  |

| 8 de noviembre, 22:00 | Peñarol                              | 53–59   | Ferro Carril Sud (O) | Mar del Plata                                     |  |
|                       | Parciales: 18-22, 7-15, 11-12, 17-10 |         |                      |                                                   |  |
|                       |                                      | Reporte |                      | Pabellón: Microestadio Domingo Robles, de Peñarol |  |

| 9 de noviembre, 19:00 | Atlético Lanús                        | 74–58   | Ferro Carril Sud (O) | Mar del Plata                                     |  |
|                       | Parciales: 14-12, 18-13, 26-21, 16-12 |         |                      |                                                   |  |
|                       |                                       | Reporte |                      | Pabellón: Microestadio Domingo Robles, de Peñarol |  |

| 9 de noviembre, 21:00 | Peñarol                             | 47–52   | Los Indios de Moreno | Mar del Plata                                     |  |
|                       | Parciales: 11-6, 10-12, 15-26, 11-8 |         |                      |                                                   |  |
|                       |                                     | Reporte |                      | Pabellón: Microestadio Domingo Robles, de Peñarol |  |

| 10 de noviembre, 13:00 | Ferro Carril Sud (O)                 | 63–57   | Los Indios de Moreno | Mar del Plata                                     |  |
|                        | Parciales: 18-20, 16-9, 17-13, 12-15 |         |                      |                                                   |  |
|                        |                                      | Reporte |                      | Pabellón: Microestadio Domingo Robles, de Peñarol |  |

| 10 de noviembre, 15:00 | Peñarol                            | 44–67   | Atlético Lanús | Mar del Plata                                     |  |
|                        | Parciales: 5-15, 8-21, 9-19, 22-12 |         |                |                                                   |  |
|                        |                                    | Reporte |                | Pabellón: Microestadio Domingo Robles, de Peñarol |  |

## Final Four
| Equipo                       | Pts | PJ | PG | PP |
| ---------------------------- | --- | -- | -- | -- |
| Atlético Lanús               | 6   | 3  | 3  | 0  |
| Talleres (Paraná)            | 5   | 3  | 2  | 1  |
| Ferro Carril Sud (Olavarría) | 4   | 3  | 2  | 1  |
| Ben Hur (Rosario)            | 3   | 3  | 0  | 3  |

|  | Campeón. |

| 29 de noviembre, 20:00 | Ferro Carril Sud (O)                | 42–79   | Atlético Lanús | Paraná                        |  |
|                        | Parciales: 8-10, 6-23, 17-21, 11-25 |         |                |                               |  |
|                        |                                     | Reporte |                | Pabellón: Estadio de Talleres |  |

| 29 de noviembre, 22:00 | Talleres (P)                         | 72–52   | Ben Hur (Rosario) | Paraná                        |  |
|                        | Parciales: 19-10, 7-18, 27-12, 19-12 |         |                   |                               |  |
|                        |                                      | Reporte |                   | Pabellón: Estadio de Talleres |  |

| 30 de noviembre, 20:00 | Ben Hur (Rosario)                    | 50–89   | Atlético Lanús | Paraná                        |  |
|                        | Parciales: 7-28, 15-16, 12-24, 16-21 |         |                |                               |  |
|                        |                                      | Reporte |                | Pabellón: Estadio de Talleres |  |

| 30 de noviembre, 22:00 | Ferro Carril Sud (O)                  | 59–66   | Talleres (P) | Paraná                        |  |
|                        | Parciales: 15-17, 17-16, 14-12, 13-21 |         |              |                               |  |
|                        |                                       | Reporte |              | Pabellón: Estadio de Talleres |  |

| 1 de diciembre, 20:00 | Ferro Carril Sud (O)                  | 77–66   | Ben Hur (Rosario) | Paraná                        |  |
|                       | Parciales: 23-18, 12-19, 21-12, 21-17 |         |                   |                               |  |
|                       |                                       | Reporte |                   | Pabellón: Estadio de Talleres |  |

| 1 de diciembre, 22:00 | Talleres (P)                          | 58–59   | Atlético Lanús | Paraná                        |  |
|                       | Parciales: 16-15, 10-20, 21-13, 11-11 |         |                |                               |  |
|                       |                                       | Reporte |                | Pabellón: Estadio de Talleres |  |